# Leurville
Leurville ist eine französische französische Gemeinde mit 77 Einwohnern (Stand: 1. Januar 2022) im Département Haute-Marne in der Region Grand Est (vor 2016 Champagne-Ardenne). Sie gehört zum Arrondissement Chaumont und zum Kanton Poissons. Die Einwohner werden Leurvillois genannt.

## Geographie
Leurville liegt etwa 36 Kilometer nordnordöstlich von Chaumont. Umgeben wird Leurville von den Nachbargemeinden Épizon im Westen und Norden, Chambroncourt im Norden und Osten, Orquevaux im Südosten und Osten, Reynel im Südwesten sowie Busson im Westen.

## Bevölkerungsentwicklung
| Jahr                       | 1962 | 1968 | 1975 | 1982 | 1990 | 1999 | 2006 | 2011 | 2020 |
| -------------------------- | ---- | ---- | ---- | ---- | ---- | ---- | ---- | ---- | ---- |
| Einwohner                  | 170  | 163  | 112  | 103  | 88   | 101  | 92   | 93   | 75   |
| Quellen: Cassini und INSEE |      |      |      |      |      |      |      |      |      |

## Sehenswürdigkeiten

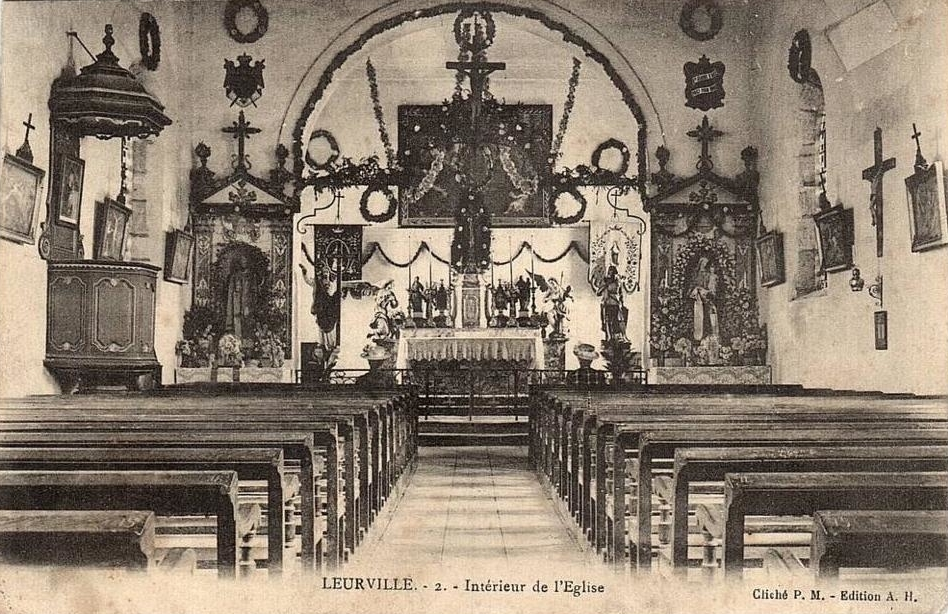
Kirche Saint-Martin um 1910

- Kirche Saint-Martin
- Wasserturm